# Burg Nový Žeberk
Die Burg Nový Žeberk (deutsch Neuseeberg) ist eine Burgruine an der Südabdachung des Erzgebirges in Nordböhmen bei dem Ortsteil Pyšná der Gemeinde Vysoká Pec im Okres Chomutov, Tschechien. Sie befindet sich auf dem Berg  Zámecký vrch (Schloßberg) bei Pyšná.

## Geschichte
Die Burg entstand unweit der Burg Žeberk (Seeberg) wahrscheinlich in den 1330er Jahren, um diese zu ersetzen. Der Bau der Burg wurde nicht vollendet. Das Unterbrechen der Bauarbeiten und das Aufgeben der Anlage in der ersten Hälfte des 15. Jahrhunderts kann wahrscheinlich den Unruhen während der Hussitenkriege zugeschrieben werden. Heute sind nur noch wenige Reste der Burg erhalten.
Die Burgen Neuseeberg und  Alt Seeberg  waren die Herrschaftssitze in der mittelalterlichen Herrschaft Seeberg.
In den Jahren 1374 bis 1379 wird Otto von Bergow als  Besitzer dieser Herrschaft und als Patronatsherr der Kirchen in den Dörfern Boleboř  und Bernau angegeben. 1383 kaufte Thimo VIII. von Colditz, seit 1348 Hofmarschall und Kämmerer des deutschen Kaisers und böhmischen Königs Karl IV. Alt- und Neuseeberg. 1395 verpfändeten die Herren von Colditz Neu Seeberg mit allem Zubehör an Albrecht von Leisnig. Nächster Pfandherr wurde Heinrich von Ruenice. 1412 sind als Hauptleute Kaspar und Heinrich von Gablenz für die Burg belegt. Die Herrschaft Seeberg soll zeitweise Teil der Herrschaft Bilin gewesen sein. Im Jahre 1437 erwarb Veit II. von Schönburg-Glauchau die Herrschaft Seeberg. 1454 verkauften die Burggrafen von Leisnig die Herrschaft Seeberg an Albert von Konipas, königlicher Hauptmann in Brüx auf der Burg Landeswarte und Besitzer der Burg Rothenhaus bei Görkau, der den neu erworbenen Besitz an die Herrschaft Rothenhaus anschloss. Die Herrschaft Seeberg hörte damit auf zu bestehen.
Zeitweise gehörte den Herren von Seeberg auch Burg Egerberg.